# François Joseph Hauser
Pour les articles homonymes, voir Hauser.
François Joseph Hauser dit Ménageur, né le 15 septembre 1752 à Steinbach (Haut-Rhin), mort le 1er mars 1832 à Turckheim (Haut-Rhin), est un général français de la Révolution et de l’Empire.

## États de service
Il entre en service le 7 novembre 1771, dans le régiment d’artillerie d'Auxerre, il devient sergent le 1er mai 1780, et il fait la campagne de Genève de 1782.
Nommé sergent-major le 6 février 1792, il se distingue à l’armée du Nord, où il devient le 1er juin 1792 lieutenant en second, le 11 septembre lieutenant en premier, et le 1er novembre adjudant-major. Il se signale à nouveau lors de la campagne suivante à l’armée de la Moselle, il assiste au siège de Thionville, et il est promu capitaine de 5e classe le 1er août 1793.
Passé à l’armée de Sambre-et-Meuse, il passe capitaine de 4e classe le 3 janvier 1794, et chef de bataillon le 24 septembre 1794. Il se trouve au déblocus de Dunkerque, à la bataille de Fleurus le 26 juin 1794, aux sièges de Charleroi et de Maastricht.
Prisonnier de guerre en 1795, il rejoint son régiment à l’armée du Rhin, puis il fait la campagne de Naples en 1797, avant de rejoindre l’armée des Alpes, puis l’armée d’Italie, il prend part à la bataille de la Trebbia du 17 au 19 juin 1799.
Le 17 novembre 1799, il est affecté au 4e régiment d’artillerie à pied, il fait les campagnes de 1800 et de 1801, sous les ordres du général Moreau à l’armée du Rhin. Le 15 mars 1803, il devient sous-directeur des forges des départements du Doubs, du Jura et de la Moselle, avant d’être envoyé peu de temps après en Italie, où il est nommé colonel et directeur d’artillerie à Mantoue le 18 avril 1803.
Il est fait chevalier de la Légion d’honneur le 11 décembre 1803, et officier le 14 juin 1804, et membre du collège électoral du Haut-Rhin. Le 29 juin 1805, il passe à la direction de l’artillerie à Gênes, et le 27 septembre 1805, il est admis à la retraite sur sa demande.
Le 20 août 1809, il est rappelé à l’activité à l’armée du Nord pour prendre le commandement en chef de l’artillerie, et il est de retour dans ses foyers au mois de novembre de la même année.
En 1813, il est désigné pour faire partie du conseil de recrutement du département du Haut-Rhin, et le 21 septembre suivant le Ministre de la guerre l’envoie prendre le commandement de la place de Wesel, où il est promu général de brigade le 2 décembre 1813.
Lors de l’évacuation de la Hollande par les troupes françaises, il est chargé du commandement de la 2e colonne de marche qu’il conduit en bon ordre jusqu’à Lille.
Mis de nouveau en retraite en 1815, il meurt le 1er mars 1832, à Turckheim.

## Sources
- (en) « Generals Who Served in the French Army during the Period 1789 - 1814: Eberle to Exelmans »
- Thierry Pouliquen, « Les généraux français et étrangers ayant servis [sic] dans la Grande Armée » (consulté le 10 janvier 2014)
- « Cote LH/1272/7 », base Léonore, ministère français de la Culture
- A. Lievyns, Jean-Maurice Verdot et Pierre Bégat, Fastes de la Légion-d'honneur, biographie de tous les décorés accompagnée de l'histoire législative et réglementaire de l'ordre, tome 3, Bureau de l’administration, 1847, 529 p. (lire en ligne), p. 327.
- (pl) « Napoléon.org.pl »